# ルフト・ファールツォイク・ゲゼルシャフト
ルフト・ファールツォイク・ゲゼルシャフト (Luft-Fahrzeug-Gesellschaft)、通称 LFGは第一次世界大戦時のドイツの航空機製造会社である。ローランド (Roland) の商号で発表したローランド C.IIやローランドD.VIが有名で、多くの飛行船や実験機も生産した。 

## 飛行船

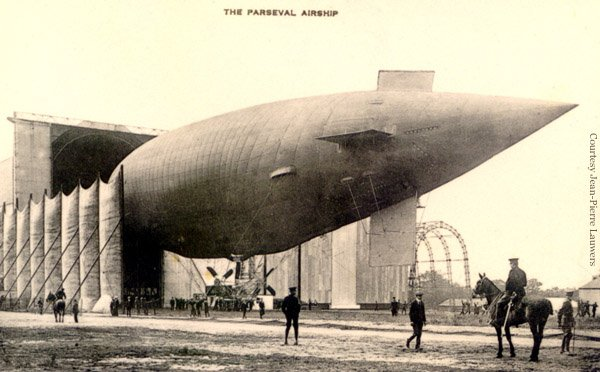
パーセヴァル飛行船

LFG は、1908年4月30日にビターフェルトを拠点とする実験飛行船エンジンメーカーの資産を元に飛行船メーカー Motorluftschiff Studiengesellscaft (MStG) として設立され、クルップ、AEGや地元の化学会社の増資で LFG に改組された。本社をベルリンに置き、アドラースホーフに工場を保有していたが、工場は1916年9月に当時交戦中だった英国の諜報員の破壊工作が疑われる火災で壊滅的な打撃を受け、シャルロッテンブルクに移転した。.
最初の飛行船はアウグスト・フォン・パーセヴァルの設計で主に陸軍に採用され、1910年にPL.IIとして運用開始された。第一次世界大戦中、4機がドイツ陸軍と海軍に納入された。総計25機の"PL"飛行船が建造された。
最終号機のPL-26は着陸時に破損したのち格納庫Luftschiffhalle 2の中で焼失したが、死者は出なかった。戦間期には格納庫は専ら観測気球の修繕に使用された。

## 飛行機

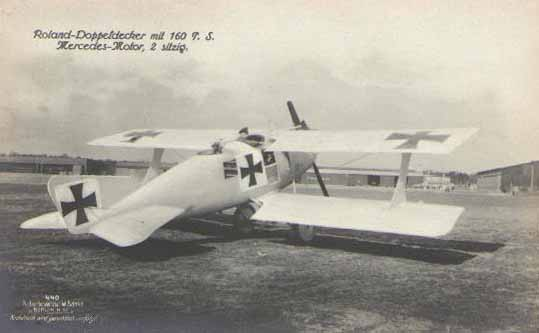
L.F.G ローランド C.II

LFGは、1913年以降、LVG社との混乱を避けるためにローラントの商標のもとに航空機を生産した。1916年には水上機LFG Wがラインアップに加わった。いくつかの部品はビターフェルトで製作され、最終組立と検査はシュトラールズントの新工場に運ばれて行われた。
彼らの最初の成功作、ローランド C.IIは複座の偵察機であった。設計は当時としては斬新な合板製セミモノコックの胴体で、パイロットと偵察員/機銃手の視界は良好だった。
操縦性には癖があったもののC.IIは高性能で、爆撃機を援護する長距離任務にも充当された。
200 hp のベンツ Bz.IVエンジンを搭載したモデルが D.IIIとして製造されたが、160 hp の メルセデス D.III-C.Vを搭載したものは試作機1機しか製造されなかった。
シーメンス-ハルスケ Sh.IIIまたは170hpのジョエベル Goe.IIIロータリーエンジンを搭載した単葉機 D.XVIや185hp BMW IIIaを搭載した D.XVII はアドラースホーフでの第2回戦闘機コンペでフォッカー D.VIIIに敗れた。

### 開発した航空機の一覧
この一覧はNowarra, Heinz: Flugzeuge 1914-1918, München 1959とEmmanuel Gustin氏の list of German military aircraftに基づく
- C.II と C.IIa "Walfisch" 偵察複葉機、2座席
- C.III C.IIの派生、1機製作 - 1916年9月6日のLFG工場の火事で破壊[3]
- C.V - D.IIの複座型、試作機のみ
- C.VIII - 試作機のみ
- C.X - 偵察機
- W - 水上機
- W-1 - 水上機, 単座戦闘機
- W-16 - 水上機
- WD - D.Iの水上機、1機製造、視界不良のために不採用
- D.I "Haifisch" - 戦闘機
- D.II - 戦闘機, 約230機製造
- D.III - 戦闘機,数機製造
- D.IV - triplane, 試作機のみ (Dr. I同様)
- D.V - 3機の試作機のみ
- D.VI - 戦闘機, 350機製作,類似のD IIIはD VIIのバックアップとして発注された。
- D.VII - 1機の試作機のみ
- D.VIII - 1機の試作機のみ
- D.IX - 3機製作
- D.X - 計画のみ
- D.XI - 計画のみ
- D.XII - 計画のみ
- D.XIII - 開発は火災で放棄
- D.XIV - 複葉戦闘機D.XIIIの派生機 非常に信頼性が低い
- D.XV - 複葉戦闘機最初の設計の3機が製造され、2番目の設計の2機はD.XVと名づけられた
- D.XVI - 戦闘機, 試作機のみ
- D.XVII -  パラソル翼単葉戦闘機、1機製作
- G.I - 複葉爆撃機、計画のみ製造されず
- Stralsund V.19 - 単座水上機、潜水艦で運用、試作機が1918年以降に完成
- ME 8 - 水上戦闘機、計画のみ
- MD 14 - 偵察機、計画のみ
- MD 15 - 偵察機、計画のみ